# Meier Peak
Meier Peak är en bergstopp i Östantarktis. Nya Zeeland gör anspråk på området. Toppen på Meier Peak är 3 450 meter över havet, eller 492 meter över den omgivande terrängen. Bredden vid basen är 4,2 km. Meier Peak ingår i Admiralty Mountains.
Terrängen runt Meier Peak är varierad.